# Snabbvingar
Snabbvingar (Theclinae) är en underfamilj inom familjen juvelvingar. 
Många arter inom underfamiljen återfinns i tropikerna, men även i Nordamerika. Det förekommer sex arter i Norden. Tropiska arter är ofta iriserande blå på ovansidan, vilket är en ljuseffekt som beror på fjällstrukturerna på vingovansidan och inte på grund av pigment. De flesta Nordamerikanska snabbvingar är brunaktiga på ovansidan, vilket även gäller flertalet nordiska arter. Ett fåtal snabbvingar migrerar.

## Systematik
Det råder ännu inte någon riktig konsensus kring snabbvingarnas systematik och fylogeni. Följande systematik bygger på Savela (2007), men förmodligen förekommer det lite väl många uppdelningar och flera tribus kan vara inkorrekta. Trots det verkar följande tribus representera en monofyletisk utvecklingslinje, men om det verkligen stämmer återstår att bevisas.
Det tidigare tribuset Aphnaeini behandlas idag som underfamiljen Aphnaeinae.

## Tribus och släkten
- Tribus Amblypodiini
  - Amblypodia
  - Iraota
  - Myrina
- Tribus Arhopalini
  - Apporasa
  - Arhopala
  - Flos
  - Keraunogramma
  - Mahathala
  - Mota
  - Ogyris
  - Semanga
  - Surendra
  - Thaduka
  - Zinaspa
- Tribus Catapaecilmatini
  - Acupicta
  - Catapaecilma
- Tribus Cheritrini
  - Ahmetia – placerades tidigare i Cowania
  - Cheritra
  - Cheritrella
  - Dapidodigma
  - Drupadia
  - Ritra
  - Ticherra
- Tribus Deudorigini
  - Araotes
  - Artipe
  - Bindahara
  - Capys
  - Deudorix – inkluderar Actis, Hypokopelates och Virachola
  - Hypomyrina
  - Paradeudorix
  - Pilodeudorix – inkluderar Diopetes
  - Qinorapala
  - Rapala
  - Sinthusa
  - Sithon
- Tribus Eumaeini – behandlas ibland som den egna underfamiljen Eumaeinae. Omfattar över 1000 arter som förekommer i den neotropiska regionen.
- Tribus Horagini
  - Horaga
  - Rathinda
- Tribus Hypolycaenini
  - Hemiolaus
  - Hypolycaena
  - Chliaria
  - Zeltus
  - Leptomyrina
- Tribus Hypotheclini
  - Hypochlorosis
  - Hypothecla
- Tribus Iolaini
- Tribus Loxurini
- Tribus Luciini
- Tribus Oxylidini
  - Oxylides
  - Syrmoptera
- Tribus Remelanini
- Tribus Theclini
- Tribus Tomarini
  - Tomares
- Tribus Zesiini

### Släktenincertae sedis
Följande släkten med snabbvingar har ännu inte placerats i något tribus:
- Bithys
- Gigantorubra
- Macusia
- Mercedes
- Orcya
- Pamela
- Parachilades
- Pirhites
- Serratofalca
- Terra
- Thaumaina